# عبد العزيز العيدان
عبد العزيز العيدان (1937 - 11 نوفمبر 2017) شيخ دين سعودي.

## عن حياته
مواليد عام 1365 هجرية الموافق عام 1937، وقد تخرج من معهد اعداد المعلمين ببريدة 1383 هجرية، وقد تم تعيينه مدرس في الربيعية ثم الصباخ ثم مدرسة طارق بن زياد، ثم مدرسة تحفيظ القرآن الكريم بعد ذلك، استقر في مدرسة الإمام ابن حجر في دار الملاحظة، وقد اصيب الشيخ بمرض في حلقه عام 1406 هجرية، وقد منعه من مواصلة القراءة ورفع الصوت، وقام بإجراء عملية لم يكتب لها النجاح، وانقطع فترة عن الإمامة ولقد عاد الي مسجد بجوار بيته، وتميز صوته، وجودة الخطابة وجزالة اللفظ، وتولي إمامة مسجد العقيليي 1393 هجرية، ومكث به سبع سنوات، وكان يخطب في جامع الراشد وانتقل لمسجد في حي المالك، وكاني يصلي لسنوات في مسجد المتزه في ليالي شهر رمضان، وكان الناس يتزاحمون علي الصلاة خلفه في التراويخ لحسن صوته.

## وفاته
توفي في يوم السبت 11 نوفمبر 2017، الموافق 22 صفر 1439 هـ بعد أكثر من نصف قرن من إمامة المصلين بمدينة بريدة، إثر تعرضه لأزمة قلبية عن عمر يناهز 75 عاماً وكان الشيخ العيدان وكعادته يذهب للمسجد مبكراً ويدخل غرفته في المحراب يخلو مع ربه ويقرأ القرآن حتى موعد صلاة الظهر، وبعد أن تأخر اليوم عن وقت الصلاة تم طرق باب غرفته من قبل المؤذن ولم يرد الشيخ على الرغم من أن حذاءه كان موجوداً ، ليقوم المصلون بكسر الباب حيث وجد متوفياً جوار مصحفه.